# هولي برادشو
هولي بيثان برادشو (قبل الزاوج بلايسديل ، من مواليد 2 نوفمبر 1991) لاعبة بريطانية متخصصة في قفز بالزانة. وهي حامل الرقم القياسي البريطاني الحالي في الحدث في الداخل والخارج ، مع تصاريح 4.87 متر (2012 في الداخل) و 4.81 متر (2017 في الهواء الطلق). فازت بميدالية برونزية في بطولة العالم داخل الصالات لعام 2012 ، وميدالية ذهبية في بطولة أوروبا الأوروبية للعام 2013 ، وميدالية برونزية في بطولة أوروبا 2018 ، وميدالية فضية في بطولة أوروبا الأوروبية للعام 2019. كما فازت في كأس العالم 2018 لألعاب القوى. تم تدريبها من قبل سكوت سيمبسون،  وقد تم تصنيفها باستمرار من بين الأفضل على مستوى العالم ، واحتلت المرتبة الأولى في العالم في تصنيفات الجدارة لأفضل أخبار التتبع والميدان أربع مرات (2012 ، 2013 ، 2016 ، 2017).

## روابط خارجية
- هولي برادشو على موقع الاتحاد الدولي لألعاب القوى (الإنجليزية)
- هولي برادشو على موقع الاتحاد الأوروبي لألعاب القوى (الإنجليزية)
- هولي برادشو على موقع الاتحاد البريطاني لألعاب القوى (الإنجليزية)
- هولي برادشو على موقع ThePowerOf10.info (الإنجليزية)
- هولي برادشو على موقع الدوري الماسي (الإنجليزية)
- هولي برادشو على موقع اللجنة الأولمبية الدولية (الإنجليزية)
- هولي برادشو على موقع أوليمبيديا (الإنجليزية)
- هولي برادشو على موقع اللجنة الأولمبية البريطانية (الإنجليزية)